# Gerd Baltus
Gerhard „Gerd“ Baltus (* 29. März 1932 in Bremen; † 13. Dezember 2019 in Hamburg) war ein deutscher Schauspieler sowie Hörspiel- und Hörbuchsprecher.

## Leben
Bereits während seines Jurastudiums gab Gerd Baltus 1952 in einer kleinen Rolle sein Filmdebüt. 1953 erhielt er ohne Schauspielausbildung sein erstes Theaterengagement unter Gustaf Gründgens in Hamburg; 1956 wechselte er nach Bonn, anschließend nach Berlin und nach München. Von 1959 bis 1966 gehörte er zum Ensemble der Münchner Kammerspiele. Eine Zeitlang war Baltus Mitglied des Hamburger Thalia Theaters. Mitte der 1970er Jahre gab er die Theaterarbeit jedoch zugunsten des Fernsehens auf.
Seinen Durchbruch hatte Baltus dort mit insgesamt vier Auftritten in der Fernsehserie Der Kommissar. Einem breiten Publikum wurde er bekannt als regelmäßiger Gast in weiteren Krimiserien wie Derrick, Der Alte oder im Tatort im Ersten. Der Schauspieler wurde häufig für schwierige, grüblerische und undurchsichtige Einzelgänger oder auch psychopathische Charaktere besetzt. Tragende Rollen hatte er auch in der Kurzserie PS – Geschichten ums Auto 1975, in der ZDF-Serie Kara Ben Nemsi Effendi und in der Familiensaga Lorentz und Söhne, wo er zusammen mit Ernst Schröder und Hans Korte vor der Kamera stand. Neben Wolfgang Fierek und Ottfried Fischer spielte er in der Serie Ein Bayer auf Rügen den Bürgermeister Donatius Domberger. In der Fernsehserie Jetzt erst recht! verkörperte er den Richter Dr. Heribert Koch. In der mit Günter Strack als Hauptdarsteller besetzten Serie Mit Leib und Seele verkörperte er 1989 den Journalisten Klaus Bardusch. Zuletzt war er für die ARD tätig; zwischen 1995 und 2004 in 16 Folgen der Fernsehserie Evelyn Hamanns Geschichten aus dem Leben sowie in der Zeit von 1996 bis 2009 in vier Folgen der Vorabendserie Großstadtrevier, 2008 in einer Folge der Krankenhausserie In aller Freundschaft.
Seinen größten Erfolg auf der Leinwand hatte der Schauspieler 1965 mit dem Film Wälsungenblut neben u. a. Michael Maien und Rudolf Forster unter der Regie von Rolf Thiele. Für seine Darstellung des Leutnants von Beckerath in der Verfilmung der gleichnamigen Erzählung von Thomas Mann wurde er als bester Nachwuchsschauspieler mit dem Deutschen Filmpreis ausgezeichnet. Eine Filmkarriere verfolgte er jedoch nicht weiter.
Daneben arbeitete Baltus umfangreich als Hörspiel- und Hörbuchsprecher. So sprach er zum Beispiel 1968 eine der Hauptfiguren im letzten Paul-Temple-Mehrteiler, den der WDR unter der Regie von Otto Düben produzierte, nämlich in Paul Temple und der Fall Alex. Zu seinen Partnern gehörten Paul Klinger, Margot Leonard, Kurt Lieck und Ernst Hilbich. 1991 sprach er unter der Regie von Hans Gerd Krogmann den Part des englischen Schriftstellers William Shakespeare in dem von der Europäischen Rundfunkunion in Auftrag gegebenen Hörspiel Das Treffen in Valladolid. In der Hörspielreihe Die drei ??? ist Baltus zwischen 1987 und 2018 in fünf Folgen zu hören.
Gerd Baltus starb im Alter von 87 Jahren und wurde auf dem Friedhof Ohlsdorf (Ruhewald am Pöckelmoor, Planquadrat AH 44, Stein Nr. 3/Kiefer, ohne Namenschild auf dem Stein) in Hamburg beigesetzt. Baltus war in zweiter Ehe 45 Jahre mit der Moderatorin und Schauspielerin Brigitte Rohkohl verheiratet und lebte mit ihr in Hamburg. Er hinterlässt zwei Söhne, darunter den Schauspieler Philipp Baltus.

## Filmografie (Auswahl)
- 1952: Das Bankett der Schmuggler (Le Banquet des fraudeurs)
- 1958: Der Fall de la Roncière (TV)
- 1960: Schatten der Helden (TV)
- 1961: Der Teufel ist los (TV)
- 1961: General Quixotte (TV)
- 1961: Advokat Patelin – Die Hammelkomödie (TV)
- 1962: Lokalbericht (TV)
- 1962: Die Soldaten (TV)
- 1963: Der Mann des Schicksals (TV)
- 1963: Antonius und Cleopatra (TV)
- 1964: Karl Sand (TV)
- 1964: Tote ohne Begräbnis (TV)
- 1964: Wälsungenblut
- 1965: Ich suche einen Mann
- 1965: Die Chinesische Mauer
- 1966: Bonditis
- 1966, 1967: Die fünfte Kolonne (Fernsehserie, zwei Folgen)
- 1967: Der Tod läuft hinterher (TV-Mehrteiler)
- 1968: Graf Yoster gibt sich die Ehre (Fernsehserie, Folge Nachts zwischen 2 und 3)
- 1968: Der Idiot (TV-Mehrteiler)
- 1968: Madame Legros
- 1969: Der Fall Liebknecht-Luxemburg (TV-Zweiteiler)
- 1969–1974: Der Kommissar (Fernsehserie, vier Folgen)
- 1970–1974: Der Fall von nebenan (Fernsehserie, durchgehend als Sozialarbeiter Bretschneider)
- 1970: Wie ich ein Neger wurde
- 1970: Polizeifunk ruft (Fernsehserie, Folge Auf glühenden Kohlen)
- 1970: Nicht nur zur Weihnachtszeit
- 1970: Dem Täter auf der Spur – (Fernsehserie, Folge Froschmänner)
- 1970: Pater Brown (Folge: Das Erbe des Robert Musgrave)
- 1971: Graf Luckner (Fernsehserie)
- 1973: Tod auf der Themse
- 1973: Der Hausmeister
- 1973: Zwischen den Flügen (Fernsehserie)
- 1974: Arme klauen nicht
- 1974: Ein ganz perfektes Ehepaar
- 1975: Kara Ben Nemsi Effendi (Fernsehserie, drei Folgen)
- 1975: Der Strick um den Hals (TV-Mehrteiler)
- 1975: Die Insel der Krebse
- 1976: Taxi 4012
- 1976: Tatort – Transit ins Jenseits
- 1975–1976: PS – Geschichten ums Auto (Fernsehserie, Folgen 1–8)
- 1977: Die Anstalt
- 1977: Sonderdezernat K1 – (Fernsehserie, Folge: Der Blumenmörder)
- 1977–1994: Derrick (TV-Serie, neun Folgen)
- 1978: Tatort – Sterne für den Orient
- 1978: Der Alte – (Folge 19: Der schöne Alex)
- 1978: Geschichten aus der Zukunft (TV-Serie, eine Folge)
- 1979: Spaß beiseite – Herbert kommt!
- 1981: Ein zauberhaftes Biest (Fernsehserie)
- 1982: Die Krimistunde (Fernsehserie, Folge 3, Episode: „Wieder mal so ein Tag“)
- 1982: Sonderdezernat K1 (Fernsehserie, Folge: Tödlicher Ladenschluss)
- 1982: Ein Fall für zwei (Fernsehserie, Folge: Nervenkrieg)
- 1983: Das Traumschiff: Amazonas
- 1984: Er-Goetz-liches
- 1984: Die Lehmanns (Fernsehserie)
- 1984: Zwei schwarze Schafe (Fernsehserie)
- 1984: Die Krimistunde (Fernsehserie, Folge 12, Episode: „Der zerstreute Chemiker“)
- 1985: War was, Ricky? (Fernsehserie, 12 Folgen)
- 1985: Mit Axel auf Achse
- 1985: Der Alte – (Folge 95: Der Leibwächter)
- 1985: Die Einsteiger
- 1985: Mord im Spiel
- 1986: Die Schwarzwaldklinik (Fernsehserie, Folge Der Wert des Lebens)
- 1986: Teufels Großmutter (Fernsehserie)
- 1987: Der Alte – (Folge 118: Ultimo)
- 1987: Käthe Kollwitz – Bilder eines Lebens
- 1987–1990: Wartesaal zum kleinen Glück (Fernsehserie, zwei Staffeln / 37 Folgen)
- 1988: Lorentz & Söhne (Fernsehserie)
- 1988: Oh Gott, Herr Pfarrer (Folge 5: Liebe deinen nächsten wie dich selbst)
- 1989–1990: Mit Leib und Seele (Fernsehserie, 16 Folgen)
- 1990: Der Alte – (Folge 150: Tod eines Beerdigungsunternehmers)
- 1990: Ein Fall für zwei (Fernsehserie, Folge Madonna)
- 1991: Die lila Weihnachtsgeschichte
- 1991: Die Erbschaft
- 1991: Der Alte – (Folge 166: Lange Schatten)
- 1992: Die Männer vom K3 - Ein ganz alltäglicher Fall
- 1993: Der Fahnder (Fernsehserie, eine Folge)
- 1993–1997: Ein Bayer auf Rügen
- 1994–1995: Drei Mann im Bett (Fernsehserie)
- 1995: Tatort – Tödliche Freundschaft
- 1995: Fünf Millionen und ein paar Zerquetschte (TV)
- 1995–2004: Evelyn Hamanns Geschichten aus dem Leben (Fernsehserie, 16 Folgen)
- 1995–1996: Unser Lehrer Doktor Specht (Fernsehserie, 13 Folgen)
- 1996: Polizeiruf 110: Gefährliche Küsse
- 1996–2009: Großstadtrevier (Fernsehserie, vier Folgen)
- 1996: Tatort – Mord hinterm Deich
- 1997: Der Alte – Folge 228: Ein ehrenwerter Mann
- 1997: Liebling Kreuzberg (Fernsehserie, Folge Unter uns Machos)
- 1997: Ein Fall für Zwei – Tödliches Erbe
- 1999: Ehemänner und andere Lügner (TV)
- 1999–2001: Zwei Männer am Herd (Fernsehserie, elf Folgen)
- 2000: Du oder keine (TV)
- 2000: Der letzte Zeuge (Fernsehserie, eine Folge)
- 2002: Der Tod ist kein Beinbruch (Fernsehserie, Folge Die Prüfung)
- 2002: Zweikampf
- 2004: Tatort – Todes-Bande
- 2005: Jetzt erst recht!
- 2006: Tatort – Blutschrift
- 2007: Notruf Hafenkante (Fernsehserie, Folge Lug und Trug)
- 2008, 2009: In aller Freundschaft (Fernsehserie, zwei Folgen, erster Auftritt in Folge 411)
- 2012: Der Mann, der alles kann
- 2013: Danni Lowinski (Fernsehserie, eine Folge)

## Hörspiele (Auswahl)
Die ARD-Hörspieldatenbank führt über 400 Einträge über Gerd Baltus. Die Hörspiele sind chronologisch nach der Erstsendung aufgelistet.
- 1958: Peter Hirche: Nähe des Todes (Emminger alias "Aleizig") – Regie: Fritz Schröder-Jahn (NDR) – Erstsendung: 12. Okt. 1958 (NDR 1)
- 1959: Wolfgang Altendorf: Der Transport – Regie: Gerlach Fiedler (BR) – Erstsendung: 5. Jan. 1960 (Bayern 1)
- 1960: Moscheh Ya’akov Ben-Gavriêl: Kains Bruder ist umsonst gestorben (Der Student) – Regie: Helmut Brennicke (BR) – Erstsendung: 2. Mär. 1960
- 1960: Erwin Sylvanus: Die nämliche Tat (Thomas, sein Sohn) – Regie: Walter Ohm (BR) – Erstsendung: 1. Apr. 1960 (Bayern 1)
- 1960: Georg Schwanzer: Jubiläum (Jo) – Regie: Martin Walser (BR) – Erstsendung: 4. Nov. 1960 (Bayern 2)
- 1961: Richard Brinsley Sheridan: Die Lästerschule (Jack) – Regie: Walter Knaus (SDR) – Erstsendung: 12. Feb. 1961 (SDR 1)
- 1961: Irene Rosemann: Welle Ikarus antwortet nicht (Max, Weltraumfahrer) – Regie: Walter Netzsch (BR) – Erstsendung: 16. Mär. 1961
- 1961: Rhys Adrian: Betsie (Lukas) – Regie: Hans Lietzau (RIAS Berlin/SDR) – Erstsendung: 1. Okt. 1961 (RIAS 2)
- 1961: Horst Mönnich: Eine Reise durch Russland (2/5) (Russe) – Regie: Otto Kurth (NDR) – Erstsendung: 12. Okt. 1961 (NDR 1)
- 1961: Marie Luise Kaschnitz: Tobias oder Das Ende der Angst (Junger Tobias) – Regie: Joachim Höhne (SDR) – Erstsendung: 12. Nov. 1961 (SDR 1)
- 1961: Christopher Fry: Ein Schlaf Gefangener (Soldat Peter-Abel) – Regie: Cläre Schimmel (SDR) – Erstsendung: 6. Dez. 1961 (SDR 1)
- 1961: Christopher Fry: Die Dame ist nicht fürs Feuer (Humphrey) – Regie: Cläre Schimmel (SDR) – Erstsendung: 3. Jan. 1962 (SDR 1)
- 1962: Erich Fried: Die Expedition (Der Große) – Regie: Fritz Schröder-Jahn (NDR) – Erstsendung: 12. Jan. 1962 (NDR 3)
- 1961: Erich Landgrebe: Dichter winken gratis (Der junge Mann) – Regie: Gustav Machatý (BR) – Erstsendung: 16. Jan. 1962 (Bayern 1)
- 1961: John P. Wynn: Inspektor Hornleigh – 2. Staffel: 2. Folge: 9 Uhr 30 – Meilenstein 10 (Mr. Ford) – Regie: Walter Netzsch (BR) – Erstsendung: 15. Mär. 1962 (Bayern 2)
- 1961: Ilse Aichinger: Besuch im Pfarrhaus (Holger) – Regie: Kraft-Alexander zu Hohenlohe-Oehringen (NDR) – Erstsendung: 16. Mär. 1962
- 1961: Ilse Aichinger: Besuch im Pfarrhaus (Holger) – Regie: Hans Dieter Schwarze (BR/NDR) – Erstsendung: 17. Mär. 1962 (Bayern 2)
- 1962: Heinz Piontek: Damals in den Weinbergen (der junge Soldat) – Regie: Heinz von Cramer (BR) – Erstsendung: 25. Mai 1962 (Bayern 2)
- 1961: Emil Strauß: Don Pedro (Don Carlos, ihr Sohn) – Regie: Walter Ohm (BR) – Erstsendung: 25. Sep. 1962 (Bayern 1)
- 1962: Michael Brett: Der Schlüssel – Regie: Miklós Konkoly (SDR) – Erstsendung: 16. Okt. 1962 (SDR 2)
- 1962: Georg von der Vring: Der Totenkopfschwärmer (Jensen) – Regie: Fritz Schröder-Jahn (NDR) – Erstsendung: 19. Dez. 1962 (NDR 1)
- 1963: Brüder Grimm: Aschenputtel – Regie: Walter Eggert (BR) – Erstsendung: ca. 1963
- 1963: Brüder Grimm: Schneewittchen – Regie: Walter Eggert (BR) – Erstsendung: ca. 1963
- 1962: Werner Wieberneit: Ein Herrenabend ohne Sokrates (Winston) – Regie: Gert Westphal (RIAS Berlin) – Erstsendung: 30. Jan. 1963 (RIAS 1)
- 1963: Peter Lotar: Aller Menschen Stimme (Andreas) – Regie: Otto Kurth (BR/HR) – Erstsendung: 27. Feb. 1963 (Bayern 1)
- 1963: Thomas Wolfe: Willkommen in Altamont (Lee Rutledge, beider Sohn) – Regie: Robert Bichler (BR/ORF) – Erstsendung: 10. Sep. 1963 (Bayern 1)
- 1963: Jens Rehn: Nichts Außergewöhnliches (Junger Soldat) – Regie: Cläre Schimmel (SDR) – Erstsendung: 6. Okt. 1963 (SDR 1)
- 1963: G. K. Chesterton: Das purpurne Juwel (Gabriel Gale) – Regie: Otto Kurth (BR) – Erstsendung: 10. Okt. 1963 (Bayern 2)
- 1964: Otto Heinrich Kühner: Die Übungspatrone (1. Soldat) – Regie: Walter Ohm (BR) – Erstsendung: nicht bekannt
- 1964: Jean Thibaudeau: Théatre Imaginaire (Junger Mann) – Regie: Friedhelm Ortmann, Anne Andresen (SDR/RB/WDR) – Erstsendung: 19. Feb. 1964 (WDR 1)
- 1963: Radomir Konstantinović: Der große Emanuel (Anton) – Regie: Ernst Seiltgen (BR) – Erstsendung: 6. Mär. 1964 (Bayern 2)
- 1964: Johann Wolfgang von Goethe: Faust – Erster Abend (Schüler) – Regie: Otto Kurth (BR) – Erstsendung: 13. Mai 1964 (Bayern 2)
- 1964: Heinz Ulrich: Der Soldat und die Puppe (Lettenbichler) – Regie: Walter Ohm (BR/SR) – Erstsendung: 9. Juni 1964 (Bayern 1)
- 1964: Lawrence Durrell: Ein irischer Faust (Paul, Diener) – Regie: Oswald Döpke (RB/BR) – Erstsendung: 19. Juni 1964 (Bremen Eins)
- 1964: William Shakespeare: Perikles, Fürst von Tyrus (Perikles) – Regie: Werner Hausmann (SR) – Erstsendung: 5. Aug. 1964 (SR 2)
- 1964: Sylvie Salgues, Jean Thibaudeau: Dialogue sentimental (Junger Mann) – Regie: Joachim Hoene (SDR) – Erstsendung: 16. Aug. 1964 (SDR 2)
- 1964: Heinz Piontek: Zwei Szenen über das Glück (Der junge Soldat) – Regie: Heinz von Cramer, Jörg Franz (HR) – Erstsendung: 11. Okt. 1964
- 1964: Daniel Boulanger: Die Reise nach Maronne (Edouard Clamerand) – Regie: Cläre Schimmel (SDR/NDR) – Erstsendung: 28. Okt. 1964 (SDR 2)
- 1964: Gerhart Hauptmann: Die Ratten  (Erich Spitta) – Regie: Walter Ohm (BR) – Erstsendung: 20. Nov. 1964 (Bayern 2)
- 1964: Georg Kaiser: Die Bürger von Calais – Regie: Heinz von Cramer (BR/HR/ORF) – Erstsendung: 27. Nov. 1964 (Bayern 2)
- 1964: Robert Pinget: Monsieur Mortin (Interviewer) – Regie: Heinz von Cramer (SDR/RB) – Erstsendung: 2. Dez. 1964 (SDR 2)
- 1965: Jan Rys: Aufbruch (Gnjevan) – Regie: Walter Ohm (BR/SR) – Erstsendung: 9. Apr. 1965 (Bayern 2)
- 1964: Plautus: Miles Gloriosus (Pleusikles, junger Athener) – Regie: Walter Knaus (BR) – Erstsendung: 1. Okt. 1965 (Bayern 2)
- 1965: Włodzimierz Odojewski: Aug in Auge (Robert) – Regie: Horst Loebe (RB) – Erstsendung: 11. Jan. 1966
- 1965: Adalbert Welte: Christophorus (Jean) – Regie: Peter Link (ORF/BR) – Erstsendung: 8. Feb. 1966 (Vom BR bisher nicht ausgestrahlt)
- 1966: Joseph Wulf, Wolfgang Graetz, Hermann Naber: Die Verschwörer (Stauffenberg) – Regie: Karlheinz Schilling (SWF) – Erstsendung: 28. Feb. 1966
- 1966: Erich Landgrebe: Niemandsmensch (Leutnant) – Regie: Walter Ohm (BR) – Erstsendung: nicht bekannt
- 1966: Pierre Burki: Bezaubernde Mama (Yve) – Regie: Heinz-Günter Stamm (BR) – Erstsendung: 17. Apr. 1966 (Bayern 1)
- 1965: Jean Racine: Phädra (Hippolyt, Sohn des Theseus, Stiefsohn der Phädra) – Regie: Helmut Brennicke (BR) – Erstsendung: 8. Juli 1966 (Bayern 2)
- 1966: Herbert Timm: Auf offener Strecke (Berchtold) – Regie: Oswald Döpke (WDR/HR) – Erstsendung: 20. Sep. 1966 (WDR 2)
- 1966: Konrad Wünsche: Gegendemonstration (M3, Gruppe A) – Regie: Heinz von Cramer (SDR/NDR) – Erstsendung: 16. Nov. 1966 (SDR 2)
- 1966: Carl Zuckmayer: Midas der schimmernden Berge – 1. Teil (Freddy Brown) – Regie: Heinz-Günter Stamm (BR/ORF) – Erstsendung: 26. Nov. 1966 (Bayern 1)
- 1966: Christopher Fry: Ein Schlaf Gefangener (Schütze Peter Able) – Regie: Walter Ohm (BR/RB) – Erstsendung: 16. Dez. 1966 (Bayern 2)
- 1966: Carl Zuckmayer: Midas der schimmernden Berge – 2. Teil (Freddy Brown) – Regie: Heinz-Günter Stamm (BR/ORF) – Erstsendung: 27. Dez. 1966 (Bayern 1)
- 1967: Manfred Bieler: Karriere eines Klaviers (Der Käufer Denger) – Regie: Oswald Döpke (BR) – Erstsendung: 26. Feb. 1967 (SDR 1)
- 1967: Lars Ardelius: Revue (Erzähler/Viking) – Regie: Dieter Munck (SWF) – Erstsendung: 28. Feb. 1967
- 1967: Adolf Schröder: Der Katzenmörder (Peter) – Regie: Günter Bommert (RB) – Erstsendung: 10. Mär. 1967
- 1967: Hans Nerth: Jo und Joe (Jo) – Regie: Wolfgang Schenck (SR) – Erstsendung: 15. Mär. 1967 (SR 2)
- 1966: Michael Hatry: Hans der Träumer (Thomas) – Regie: Walter Knaus (WDR) – Erstsendung: 18. Mär. 1967 (WDR 1)
- 1967: Wolfgang Weyrauch: Etwas geschieht (Feindlicher Soldat) – Regie: Günther Sauer (HR) – Erstsendung: 22. Mär. 1967
- 1967: Fred von Hoerschelmann: Sizilianischer Frühling (Luca Firinu) – Regie: Heinz-Günter Stamm (BR/HR/SWF) – Erstsendung: 4. Apr. 1967 (Bayern 1)
- 1967: Heinz Hostnig: Spiegelungen (Michael) – Regie: Heinz-Günter Stamm (BR/ORF/SR DRS) – Erstsendung: 14. Juli 1967 (Bayern 2)
- 1967: Harold Pinter: Abendkurs (Walter) – Regie: Fritz Schröder-Jahn (SWF/WDR) – Erstsendung: 2. Aug. 1967 (WDR 1)
- 1967: Rhys Adrian: Ella (Arthur) – Regie: Oswald Döpke (RB) – Erstsendung: 22. Sep. 1967 (Radio Bremen Hansawelle)
- 1967: Hanspeter Schmidt: Der Fall Haas – Regie: Walter Ohm (BR) – Erstsendung: 20. Okt. 1967 (Bayern 2)
- 1967: Christian Kampmann: Lebensziele – Regie: Otto Düben (SDR) – Erstsendung: 12. Nov. 1967
- 1967: Ivan Klíma: Die Geschworenen (Ingenieur) – Regie: Hans Rosenhauer (NDR/SDR) – Erstsendung: 15. Nov. 1967 (NDR 1)
- 1968: Oscar Wilde: Der glückliche Prinz – Regie: Jan Alverdes (BR) – Erstsendung: ca. 1968
- 1967: Mirko Kovač: Simon (Simon Teokarevic) – Regie: Otto Düben (SDR) – Erstsendung: 3. Jan. 1968 (SDR 2)
- 1967: Vojislav Kuzmanović: Ein ganz gewöhnlicher Tod (Stanko) – Regie: Hans Rosenhauer (NDR) – Erstsendung: 13. Jan. 1968 (NDR 2)
- 1967: Francis Durbridge: Paul Temple und der Fall Alex – 1. Teil (Carl Lathom) – Regie: Otto Düben (WDR) – Erstsendung: 16. Feb. 1968 (WDR 2)
- 1967: Matjaž Kmecl: Abiturientenaufsatz (Adrej) – Regie: Gerlach Fiedler (NDR) – Erstsendung: 21. Feb. 1968 (NDR 1)
- 1967: Francis Durbridge: Paul Temple und der Fall Alex – 2. Teil (Carl Lathom) – Regie: Otto Düben (WDR) – Erstsendung: 23. Feb. 1968 (WDR 2)
- 1967: Francis Durbridge: Paul Temple und der Fall Alex – 3. Teil (Carl Lathom) – Regie: Otto Düben (WDR) – Erstsendung: 1. Mär. 1968 (WDR 2)
- 1967: Francis Durbridge: Paul Temple und der Fall Alex – 4. Teil (Carl Lathom) – Regie: Otto Düben (WDR) – Erstsendung: 8. Mär. 1968 (WDR 2)
- 1968: Youri: Lügen (Dr. Jacques Fliedermann) – Regie: Andreas Weber-Schäfer (SDR) – Erstsendung: 12. Mär. 1968
- 1967: Francis Durbridge: Paul Temple und der Fall Alex – 5. Teil (Carl Lathom) – Regie: Otto Düben (WDR) – Erstsendung: 15. Mär. 1968 (WDR 2)
- 1967: Francis Durbridge: Paul Temple und der Fall Alex – 6. Teil (Carl Lathom) – Regie: Otto Düben (WDR) – Erstsendung: 22. Mär. 1968 (WDR 2)
- 1968: Hedwig Ertl: Du mußt alles sagen (Er) – Regie: Otto Düben (RB) – Erstsendung: 24. Mär. 1968 (Radio Bremen 2)
- 1967: Christoph Buggert: Auslandsgespräch (Robert) – Regie: Heinz-Günter Stamm (BR/WDR) – Erstsendung: 26. Mär. 1968 (Bayern 1)
- 1967: Francis Durbridge: Paul Temple und der Fall Alex – 7. Teil (Carl Lathom) – Regie: Otto Düben (WDR) – Erstsendung: 29. Mär. 1968 (WDR 2)
- 1967: Francis Durbridge: Paul Temple und der Fall Alex – 8. Teil (Carl Lathom) – Regie: Otto Düben (WDR) – Erstsendung: 5. Apr. 1968 (WDR 2)
- 1968: Wole Soyinka: Der Häftling (Konu) – Regie: Heinz Wilhelm Schwarz (WDR) – Erstsendung: 20. Apr. 1968 (WDR 2)
- 1968: Ray Bradbury: Der Fuchs und die Hasen (William) – Regie: Walter Knaus (WDR) – Erstsendung: 4. Mai 1968 (WDR 2)
- 1968: Antonín Přidal: Alle meine Stimmen (Frantisek) – Regie: Peter Adler (WDR) – Erstsendung: 5. Juni 1968 (WDR 1)
- 1968: Gerhard Niezoldi: Unbescholten (Schröder) – Regie: Fritz Peter Vary (WDR) – Erstsendung: 23. Juli 1968 (WDR 2)
- 1968: David Lytton: Dunkles Ereignis (Mr. Brown) – Regie: Heinz Wilhelm Schwarz (WDR) – Erstsendung: 27. Aug. 1968
- 1968: Arthur Conan Doyle: Aus der Chronik des Dr. Watson – 3. Folge: Das Musgrave-Ritual (Reginald Musgrave) – Regie: Heinz-Günter Stamm (BR) – Erstsendung: 24. Okt. 1968
- 1968: Heinar Kipphardt: Joel Brand (Tunney) – Regie: Walter Ohm (BR/SWF) – Erstsendung: 28. Okt. 1968 (Bayern 1)
- 1968: Edgar Lee Masters: Die Toten von Spoon River (Knowlt Hoheimer) – Regie: Wolfgang Schenck (SR) – Erstsendung: 24. Nov. 1968 (SR 1)
- 1968: Horst Zahlten: Experten (Eugen Kunert) – Regie: Andreas Weber-Schäfer (SDR) – Erstsendung: 25. Nov. 1968
- 1968: Alain Decaux: Die Rosenbergs dürfen nicht sterben – 1. Teil (Julius Rosenberg) – Regie: Friedhelm Ortmann (WDR) – Erstsendung: 4. Dez. 1968 (WDR 1)
- 1968: Alain Decaux: Die Rosenbergs dürfen nicht sterben – 2. Teil (Julius Rosenberg) – Regie: Friedhelm Ortmann (WDR) – Erstsendung: 5. Dez. 1968 (WDR 1)
- 1968: n.bek.: Selbst wenn wir schweigen sollten (Sprecher des Prologs und des Epilogs) – Regie: Friedhelm Ortmann (WDR) – Erstsendung: 1. Jan. 1969 (WDR 1)
- 1969: Ernst Niederreither: Sechshundert Meilen nach Dawson-City – Regie: Jan Alverdes (BR) – Erstsendung: ca. 1969
- 1968: Tankred Dorst: Toller (Toller) – Regie: Dieter Munck (SWF/BR) – Erstsendung: 14. Jan. 1969
- 1969: Rolf und Alexandra Becker: Gestatten, mein Name ist Cox: Heißen Dank für kaltes Buffet – 1. Teil: Ein Toter kommt selten allein (Gregory Guilmore) – Regie: Heinz-Günter Stamm (BR) – Erstsendung: 6. Feb. 1969
- 1969: Rolf und Alexandra Becker: Gestatten, mein Name ist Cox: Heißen Dank für kaltes Buffet – 2. Teil: Whisky mit Kandis (Gregory Guilmore) – Regie: Heinz-Günter Stamm (BR) – Erstsendung: 6. Feb. 1969
- 1969: Rolf und Alexandra Becker: Gestatten, mein Name ist Cox: Heißen Dank für kaltes Buffet – 3. Teil: Herzschlag ist doch keine Seuche (Gregory Guilmore) – Regie: Heinz-Günter Stamm (BR) – Erstsendung: 6. Feb. 1969
- 1969: Rolf und Alexandra Becker: Gestatten, mein Name ist Cox: Heißen Dank für kaltes Buffet – 4. Teil: Tante Bertas Regenschirm (Gregory Guilmore) – Regie: Heinz-Günter Stamm (BR) – Erstsendung: 6. Feb. 1969
- 1968: Georg Wolfgang Pfeifer: Exkursion (Junger Mann) – Regie: Heinz-Günter Stamm (BR/SFB) – Erstsendung: 7. Mär. 1969 (Bayern 2)
- 1969: Alain Bernier, Roger Maridat: Ein todsicheres Alibi (Yves Letessier) – Regie: Andreas Weber-Schäfer (SDR) – Erstsendung: 10. Mär. 1969
- 1969: Paul Barz: Die schwarze Villa (Krüger) – Regie: Fritz Peter Vary (WDR) – Erstsendung: 22. Mär. 1969 (WDR 2)
- 1969: Heinz Piontek: Einige von uns (Junger) – Regie: Hermann Wenninger (BR) – Erstsendung: 4. Apr. 1969
- 1969: David Pinner: Lightfall (George Harbuck) – Regie: Hermann Naber (SWF) – Erstsendung: 22. Apr. 1969 (SWF2)
- 1969: Edward Albee: Der Tod von Bessie Smith (Assistenzarzt) – Regie: Dieter Munck (SWF) – Erstsendung: 13. Mai 1969 (SWF1)
- 1969: Peter Stripp: Saucer-Man (Sir Stanley Price, sein Assistent) – Regie: ? (WDR) – Erstsendung: 4. Juni 1969 (WDR 1)
- 1969: Herbert W. Franke: Zarathustra kehrt zurück (Pieter Sullivan) – Regie: Andreas Weber-Schäfer (SDR) – Erstsendung: 9. Juni 1969
- 1969: Paavo Haavikko: Die Schildkröte (Nikolai) – Regie: Gustav Burmester (SDR/WDR) – Erstsendung: 9. Juli 1969 (SDR 2)
- 1969: Michael Stephen Dunn: Ein Egoist (Der Mann) – Regie: Gerd Beermann (SDR) – Erstsendung: 27. Juli 1969 (SDR 1)
- 1969: Wolfgang Graetz: Jugendstil (Heribert) – Regie: Gustav Burmester (WDR) – Erstsendung: 19. Aug. 1969
- 1969: Siegfried Pfaff: Regina B. – ein Tag aus ihrem Leben (Schubert, Parteisekretär) – Regie: Walter Ohm (BR/HR) – Erstsendung: 27. Okt. 1969 (Bayern 1)
- 1969: O. Henry: "Mädchen" und "Hier irrte Wilcox" – Regie: Karl Wittlinger (SDR) – Erstsendung: 10. Nov. 1969 (Bayern 1)
- 1969: Gaston Bart-Williams: Uhuru (Beamter) – Regie: Hein Bruehl (WDR) – Erstsendung: 13. Dez. 1969 (WDR 2)
- 1969: Dieter Wellershoff: Wünsche (Träumer) – Regie: Raoul Wolfgang Schnell (WDR/SR/SDR) – Erstsendung: 17. Dez. 1969 (WDR 1)
- 1970: Ardrey Marshall: Gehirn Nr. 45 (Gehirn Nr. 45) – Regie: Andreas Weber-Schäfer (SDR) – Erstsendung: 19. Jan. 1970
- 1969: Uwe Brandner: Supernova (B) – Regie: Uwe Brandner (SDR/HR/NDR/SR) – Erstsendung: 21. Jan. 1970 (SDR 2)
- 1969: Barry Bermange: Persönliche Vorstellung – Regie: Donald McWhinnie (WDR) – Erstsendung: 14. Feb. 1970 (WDR 2)
- 1970: Raymond Ragan Butler: Top Job (Sergeant Western) – Regie: Hans Gerd Krogmann (SDR) – Erstsendung: 4. Mai 1970
- 1970: Heinrich Böll: Aussatz (Kumpert) – Regie: Heinz Wilhelm Schwarz (WDR) – Erstsendung: 6. Mai 1970 (WDR 1)
- 1970: August von Kotzebue: Menschenhaß und Reue (Der Unbekannte) – Regie: Andreas Weber-Schäfer (SDR) – Erstsendung: 26. Juli 1970
- 1970: Robert Louis Stevenson: Das Flaschenteufelchen – 1. Teil – Regie: Jan Alverdes (BR) – Erstsendung: nicht bekannt
- 1970: Robert Louis Stevenson: Das Flaschenteufelchen – 2. Teil – Regie: Jan Alverdes (BR) – Erstsendung: nicht bekannt
- 1970: Stephan Hermlin: Scardanelli – Regie: Oswald Döpke (WDR) – Erstsendung: 23. Sep. 1970 (WDR 1)
- 1970: Shūji Terayama: Die Offenbarung (Jüngling) – Regie: Peter Michel Ladiges (SWF) – Erstsendung: 3. Dez. 1970 (SWF2)
- 1970: Hermann Ebeling: ...von solchem Stoff, aus dem die Träume sind (Juan Coswig) – Regie: Andreas Weber-Schäfer (SDR) – Erstsendung: 21. Dez. 1970
- 1971: Andrew Wilkinson: Bezaubernder Landsitz mit Panoramablick (Michael) – Regie: Hans Rosenhauer (NDR) – Erstsendung: 1971
- 1970: Marie Luise Kaschnitz: Unternehmen Arche Noah (Henry) – Regie: Ulrich Lauterbach (HR) – Erstsendung: 1. Feb. 1971
- 1971: Wolfgang Weyrauch: Weißbuch (Student) – Regie: Walter Ohm (BR) – Erstsendung: 22. Mär. 1971 (Bayern 1)
- 1971: Honoré de Balzac: Verlorene Illusionen – 1. Teil (Daniel d'Arthez) – Regie: Fritz Schröder-Jahn (HR/WDR) – Erstsendung: 19. Apr. 1971
- 1971: Honoré de Balzac: Verlorene Illusionen – 2. Teil (Daniel d'Arthez) – Regie: Fritz Schröder-Jahn (HR/WDR) – Erstsendung: 26. Apr. 1971 (hr1)
- 1971: Honoré de Balzac: Verlorene Illusionen – 3. Teil (Daniel d'Arthez) – Regie: Fritz Schröder-Jahn (HR/WDR) – Erstsendung: 3. Mai 1971 (hr1)
- 1971: Honoré de Balzac: Verlorene Illusionen – 4. Teil (Daniel d'Arthez) – Regie: Fritz Schröder-Jahn (HR/WDR) – Erstsendung: 10. Mai 1971 (hr1)
- 1971: Honoré de Balzac: Verlorene Illusionen – 5. Teil (Daniel d'Arthez) – Regie: Fritz Schröder-Jahn (HR/WDR) – Erstsendung: 17. Mai 1971 (hr1)
- 1971: Honoré de Balzac: Verlorene Illusionen – 6. Teil (Daniel d'Arthez) – Regie: Fritz Schröder-Jahn (HR/WDR) – Erstsendung: 24. Mai 1971 (hr1)
- 1971: Renke Korn: Vorstellungen während der Frühstückspause (Malte) – Regie: Wolfram Rosemann (WDR) – Erstsendung: 9. Okt. 1971 (WDR 2)
- 1971: Paul Schallück: Unter Ausschluss der Öffentlichkeit (Peter Wand) – Regie: Heinz Wilhelm Schwarz (WDR) – Erstsendung: 23. Okt. 1971 (WDR 3)
- 1971: Heinrich Mann: Der Untertan – 2. Teil (Wolfgang Buck) – Regie: Ludwig Cremer (WDR) – Erstsendung: 20. Nov. 1971
- 1971: Heinrich Mann: Der Untertan – 4. Teil (Wolfgang Buck) – Regie: Ludwig Cremer (WDR) – Erstsendung: 4. Dez. 1971 (WDR 2)
- 1971: Heinrich Mann: Der Untertan – 5. Teil (Wolfgang Buck) – Regie: Ludwig Cremer (WDR) – Erstsendung: 11. Dez. 1971 (WDR 2)
- 1971: Heinrich Mann: Der Untertan – 6. Teil (Wolfgang Buck) – Regie: Ludwig Cremer (WDR) – Erstsendung: 18. Dez. 1971 (WDR 2)
- 1972: John le Carré: Mord Erster Klasse (Rode) – Regie: Hans Rosenhauer (NDR) – Erstsendung: 24. Mai 1972 (NDR 1)
- 1972: Philip MacDonald: Vierlinge (Gert Klassen) – Regie: Willy Purucker (BR) – Erstsendung: 13. Juli 1972 (Bayern 1)
- 1972: Paul Barz: Das Wolfsspiel (Eberhard) – Regie: Rolf von Goth (SFB) – Erstsendung: 12. Aug. 1972 (SFB 1)
- 1973: Roderick Wilkinson: Der Titelheld (Detektiv) – Regie: Edmund Steinberger (BR) – Erstsendung: 12. Jan. 1973
- 1973: Michael Judge: Fünf Faden tief (Mann) – Regie: Heiner Schmidt (SDR) – Erstsendung: 19. Jan. 1973
- 1973: Wolfgang Kirchner: Begrenzte Veränderung (Lothar Libossek) – Regie: Hans Gerd Krogmann (WDR) – Erstsendung: 24. Apr. 1973
- 1973: Rodney David Wingfield: Mord in Monkstead (Inspektor Saddler) – Regie: Dieter Carls (SDR) – Erstsendung: 23. Juli 1973
- 1973: Heinz-Joachim Frank: Ausbruch (Gordon Feldmann) – Regie: Andreas Weber-Schäfer (SDR/WDR) – Erstsendung: 1. Sep. 1973
- 1973: Hans Kasper: Das dritte Auge (René Dalange/Richter/Anwalt/Verteidiger/Angeklagter) – Regie: Werner Klein (HR) – Erstsendung: 6. Okt. 1973 (hr2)
- 1973: Elfriede Jelinek: Untergang eines Tauchers (Taucher) – Regie: Otto Düben (SDR) – Erstsendung: 22. Nov. 1973 (SDR 2)
- 1974: Dieter Hasselblatt: Modelle Kirke, Kleistbär, Heisenberg usw. (Jurist) – Regie: Heiner Schmidt (BR/RB) – Erstsendung: 8. Mär. 1974 (Bayern 2)
- 1974: Claude Aveline: Fuchs, Schlange und Luchs (Gérardin/Bergeron/Marion) – Regie: Andreas Weber-Schäfer (SDR) – Erstsendung: 9. Dez. 1974
- 1975: Wilhelm Diem: Zimmerlautstärke (Mann) – Regie: Rolf Busch (NDR) – Erstsendung: 9. Feb. 1975 (NDR 3)
- 1974: Stanisław Lem: Schichttorte (Dr. Bangloss) – Regie: Walter Adler (WDR) – Erstsendung: 18. Mär. 1975 (WDR 2)
- 1975: Horst Zahlten: Chemie der Erinnerungen (Dr. Ulrich Peltzer) – Regie: Andreas Weber-Schäfer (SDR) – Erstsendung: 26. Jan. 1976
- 1975: Margarete Jehn: Wernicke. Eine Familienserie – 29. Folge: "Wieso, hab' ich was Unanständiges gesagt" oder "Elternabend" (Prof. Bugenhagen) – Regie: Hans Rosenhauer (NDR/WDR) – Erstsendung: 15. Feb. 1976
- 1976: Wolfdietrich Schnurre: Ich brauche dich – Regie: Hans Bernd Müller (SFB/BR) – Erstsendung: 28. Feb. 1976 (SFB 1)
- 1976: Sylvia Hoffman: Achtung, Chance! (Psychologe) – Regie: Otto Düben (BR/SFB/WDR) – Erstsendung: 10. Mai 1976 (Bayern 1)
- 1976: Gustave Flaubert: Bouvard und Pécuchet (Dr. Vaucorbeil) – Regie: Fritz Schröder-Jahn (NDR) – Erstsendung: 20. Okt. 1976 (NDR 1)
- 1976: Klaus Bädekerl: Bericht von einer Forschungsreise (Dr. Leonhardt Hagenbucher) – Regie: Heiner Schmidt (HR/NDR) – Erstsendung: 25. Okt. 1976 (hr1)
- 1976: Ireneusz Irediński: Terrarium (Der Arzt) – Regie: Otto Düben (SDR) – Erstsendung: 31. Okt. 1976 (SDR 2)
- 1976: Christopher Hampton: Herrenbesuch (Patrick) – Regie: Horst H. Vollmer (HR) – Erstsendung: 15. Nov. 1976 (hr1)
- 1976: Wolfgang Röhrer: Das Unternehmens-Planspiel – Regie: Hein Bruehl (WDR) – Erstsendung: 16. Nov. 1976 (WDR 2)
- 1976: Carl Zuckmayer: Midas der schimmernden Berge (Freddy Brown, sein Sohn) – Regie: Heinz-Günter Stamm (BR/ORF) – Erstsendung: 19. Dez. 1976
- 1976: Wolfdietrich Schnurre: Ein Dressurakt (Der Mann) – Regie: Hans Bernd Müller (BR) – Erstsendung: 10. Jan. 1977
- 1976: Wolfgang Weyrauch: Orientierungspunkte (Telefonist) – Regie: Hans Rosenhauer (NDR) – Erstsendung: 12. Jan. 1977 (NDR 1)
- 1976: Sheila Hodgson: Intercity (Jacko Cunningham) – Regie: Ursula Langrock (SWF) – Erstsendung: 15. Mär. 1977 (SWF1)
- 1976: Günter Kunert: Ein anderer K. (Vogel) – Regie: Hans Rosenhauer (NDR/HR/SFB) – Erstsendung: 23. Mär. 1977 (NDR 1)
- 1977: Georg Weerth: Hier wird Geld verdient (Lenz) – Regie: Günther Sauer (WDR) – Erstsendung: 12. Apr. 1977 (WDR 2)
- 1977: Walter E. Richartz: Total Immersion (Albrecht Stoll) – Regie: Otto Düben (SR) – Erstsendung: 2. Juni 1977
- 1977: Günter Eich, Ilse Aichinger: Der letzte Tag von Lissabon (Martis) – Regie: Hans Rosenhauer (NDR) – Erstsendung: 29. Juni 1977 (NDR 1)
- 1977: Helga M. Novak: Die Schwedenchronik (Der Fremde) – Regie: Fritz Schröder-Jahn (SDR) – Erstsendung: 8. Sep. 1977 (SDR 2)
- 1977: Günter Eich: Philidors Verteidigung (Psychiater) – Regie: Heinz Hostnig (WDR) – Erstsendung: 12. Dez. 1977
- 1977: Roderich Feldes: Das Weber-Panofski-Syndrom oder Bei uns ist alles in Ordnung (Rainer Winzer) – Regie: Horst H. Vollmer (HR) – Erstsendung: 9. Jan. 1978 (hr1)
- 1978: Klaus Stiller: Selbstverwirklichung (Frisch) – Regie: Hans Rosenhauer (NDR) – Erstsendung: 10. Juni 1978 (NDR 3)
- 1978: Christian Linder: Krankheit der Phantasie (Stimme 1) – Regie: Walter Adler (WDR/NDR) – Erstsendung: 19. Juni 1978 (WDR 3)
- 1978: Gerhard Aberle: Böses Erwachen (Endres) – Regie: Otto Düben (HR) – Erstsendung: 7. Sep. 1978 (hr1)
- 1978: Dieter Kühn: Schallmauer (Mann) – Regie: Horst H. Vollmer (HR/SFB) – Erstsendung: 9. Okt. 1978 (hr1)
- 1978: Bernd Grashoff: Die Elternfalle – Regie: Walter Adler (WDR/BR) – Erstsendung: 17. Okt. 1978 (WDR 2)
- 1978: Iván Mándy: Wenn du unter uns bist, Endre Holman (Endre Holman) – Regie: Raoul Wolfgang Schnell (SDR) – Erstsendung: 5. Nov. 1978 (SDR 2)
- 1978: György Sós: Schleichende Krankheit (Abteilungsleiter) – Regie: Otto Düben (HR) – Erstsendung: 9. Nov. 1978 (hr1)
- 1978: Roderich Feldes: Hebbel – 1. Teil: Die Reise an den Rand des Willens (Rudolf von Jhering) – Regie: Hans Rosenhauer (NDR/HR) – Erstsendung: 2. Dez. 1978 (NDR 3)
- 1978: Roderich Feldes: Hebbel – 2. Teil: Die Einschläferung des Gehirnraubtiers (Rudolf von Jhering) – Regie: Hans Rosenhauer (NDR/HR) – Erstsendung: 2. Dez. 1978 (NDR 3)
- 1978: Ginka Steinwachs: Das kleine Ohrensausen (2. Stimme) – Regie: Walter Adler (NDR) – Erstsendung: 9. Dez. 1978 (NDR 3)
- 1978: Dieter Hildebrandt: Lessings Passion (Lessing) – Regie: Hans Rosenhauer (NDR) – Erstsendung: 20. Jan. 1979 (NDR 3)
- 1978: Rainer Puchert: Die Einladung (Herr Birkner) – Regie: Hans Drawe (HR/SDR) – Erstsendung: 19. Feb. 1979 (hr1)
- 1979: Martin Kurbjuhn: Öffentliche Armut (Herr Blümel) – Regie: Dieter Carls (WDR/BR/RB) – Erstsendung: 16. Okt. 1979 (WDR 2)
- 1979: Rainer Puchert: Knuff (5. Verifikator) – Regie: Hans Rosenhauer (NDR) – Erstsendung: 12. Dez. 1979 (NDR 1)
- 1979: Stefan Murr: Das Geheimnis der englischen Silberschalen (Jobst Affinger) – Regie: Klaus-Dieter Pittrich (WDR) – Erstsendung: 5. Jan. 1980 (WDR 3)
- 1979: Günter Müller: Die einfachste Sache von der Welt oder Ein Fachmann kommt (Dieter Opeda) – Regie: Hans Gerd Krogmann (WDR) – Erstsendung: 8. Jan. 1980 (WDR 2)
- 1980: David Pownall: Motocar (Dr. Lewis) – Regie: Hans Gerd Krogmann (WDR/SR) – Erstsendung: 29. Jan. 1980 (WDR 2)
- 1980: Peter Albrechtsen: Der Pflegekünstler – Regie: Otto Düben (SFB) – Erstsendung: 18. Mär. 1980 (SFB 1)
- 1980: Günter Eich: Die Stunde des Huflattichs (2. Fremder) – Regie: Hans Rosenhauer (NDR) – Erstsendung: 5. Apr. 1980 (NDR 3)
- n.bek.: Nikolai von Michalewsky: Blizzard – Regie: Till Bergen (RB) – Erstsendung: 17. Apr. 1980
- 1980: Gerhard Bungert, Klaus-Michael Mallmann: Nekrolog (Kulturredakteur) – Regie: Hans Drawe (HR) – Erstsendung: 8. Mai 1980 (hr1)
- n.bek.: Jiří Šik: Die Entführung (Polizeiinspektor Bruch) – Regie: Till Bergen (RB) – Erstsendung: 10. Juli 1980 (Radio Bremen Hansawelle)
- 1980: Dieter Wetterauer: Kupfer, Herr Peters! (Herr Peters) – Regie: Hans Drawe (HR) – Erstsendung: 2. Okt. 1980 (hr1)
- 1980: Marian Campbell: So ein hübsches Blau im Karo (Vater) – Regie: Dieter Carls (WDR) – Erstsendung: 25. Nov. 1980 (WDR 2)
- 1980: Hans Gerd Krogmann: Apfelbaum und grüner Zweifel (Walter) – Regie: Hans Gerd Krogmann (WDR) – Erstsendung: 1. Dez. 1980 (WDR 3)
- 1980: Charles Dickens: Große Erwartungen – 1. Teil (Wemmick) – Regie: Hans Rosenhauer (NDR) – Erstsendung: 25. Dez. 1980 (NDR 3)
- 1980: Charles Dickens: Große Erwartungen – 2. Teil (Wemmick) – Regie: Hans Rosenhauer (NDR) – Erstsendung: 26. Dez. 1980 (NDR 3)
- 1980: Charles Dickens: Große Erwartungen – 3. Teil (Wemmick) – Regie: Hans Rosenhauer (NDR) – Erstsendung: 27. Dez. 1980 (NDR 3)
- 1980: János Gosztonyi: Der verliebte Brandlöscher (Dodó Binder, Nachtwächter) – Regie: Hans Drawe (HR) – Erstsendung: 23. Feb. 1981 (hr1)
- 1981: Peter Tegel: Die Entscheidung (Martin) – Regie: Anton Gill (NDR) – Erstsendung: 19. Mär. 1981
- 1981: Michael Gaida: In irgendeinem Land, so weit, so gut (ein Generalist) – Regie: Hans Rosenhauer (NDR) – Erstsendung: 21. Nov. 1981 (NDR 3)
- 1981: Shulamit Arnon: Sonnenfinsternis (Dr. Landau) – Regie: Hans Rosenhauer (NDR) – Erstsendung: 4. Feb. 1981 (NDR 1)
- 1982: Don Haworth: Die letzten Abenteuer von Walter Enderby, Autonarr und Frauenheld (Arthur) – Regie: Otto Düben (SDR) – Erstsendung: 7. Feb. 1982 (SDR 2)
- 1982: Lars Gustafsson: Die Tennisspieler (Lars) – Regie: Hans Gerd Krogmann (WDR) – Erstsendung: 25. Mär. 1982 (WDR 1)
- 1982: Joseph Conrad: Die Schattenlinie – Regie: Lothar Schluck (SWF) – Erstsendung: 9. Apr. 1982
- 1982: Michael Z. Lewin: Jeder sein eigener Feind (Albert Samson) – Regie: Hans Gerd Krogmann (SWF) – Erstsendung: 27. Apr. 1982
- 1982: Antonio Skármeta: Tot. Vorübergehend (Papa Antonio) – Regie: Bernd Lau (SWF/SFB/WDR) – Erstsendung: 3. Juni 1982
- 1982: Hans Nerth: Schlussprotokoll (Bruno Birrenbach) – Regie: Hans Jürgen Ott (RB) – Erstsendung: 24. Juni 1982
- 1983: Hubert Wiedfeld: Die Überwindung des subhercynen Beckens (Rosbach) – Regie: Hans Gerd Krogmann (WDR/BR) – Erstsendung: 22. Feb. 1983
- 1983: Gwen Cherrell: Innenansichten oder ein schöner stiller Ort (Edward) – Regie: Horst H. Vollmer (HR) – Erstsendung: 11. Apr. 1983
- 1983: Maurice Roland, André Picot: Zauberei auf Tinos (Inspektor Laumier) – Regie: Hans Jürgen Ott (RB) – Erstsendung: 9. Juni 1983
- 1983: Wolfgang Schiffer: Kronstadts Bericht (M/M 1) – Regie: Raoul Wolfgang Schnell (WDR) – Erstsendung: 2. Okt. 1983
- 1983: Rainer Lewandowski: Kommen Sie mir nicht an meine Hose! (Ehemann) – Regie: Hans Rosenhauer (NDR) – Erstsendung: 22. Okt. 1983 (NDR 3)
- 1983: Raoul Wolfgang Schnell: Verschwinden eines Autors (Autor) – Regie:  Raoul Wolfgang Schnell (WDR) – Erstsendung: 1. Nov. 1983
- 1983: Maurice Roland, André Picot: Machen Sie Ihr Spiel, Monsieur (Boris Bukowski) – Regie: Till Bergen (RB) – Erstsendung: 1. Jan. 1984
- 1984: Edwin Ortmann: Die rundeste Geschichte von der Welt (Toni) – Regie: Horst Loebe (NDR) – Erstsendung: 14. Apr. 1984
- 1982: Hanns-Peter Karr: Die Affäre Nassauer (Grote) – Regie: Hans Rosenhauer (NDR) – Erstsendung: 1. Mai 1984 (NDR 3)
- 1984: Peter Gollan: Kampf um Kreuzberg (Benjamin Arminius/später Libertad) – Regie: Hans Rosenhauer (NDR) – Erstsendung: 5. Mai 1984
- 1984: Rae Shirley: Mord ohne Gewalt (David Gilbert) – Regie: Hein Bruehl (WDR) – Erstsendung: 12. Mai 1984
- 1984: Hans Kasper: Ich fürchte mich oder ist das die Freiheit? (Ich I/Ich II) – Regie: Raoul Wolfgang Schnell (WDR) – Erstsendung: 20. Sep. 1984
- 1985: Johannes Schenk: Der Löwe muß ins Pfandhaus (Der Apotheker) – Regie: Raoul Wolfgang Schnell (SDR/NDR) – Erstsendung: 3. Feb. 1985 (SDR 2)
- 1985: Peter Whalley: Unruhe und Gewalt (Alan) – Regie: Hans Gerd Krogmann (SDR) – Erstsendung: 24. Feb. 1985
- 1985: Stephen Dunstone: Little Lady Kakerlak oder Alles geschieht zu unserem Besten (Henry) – Regie: Hans Rosenhauer (NDR) – Erstsendung: 28. Feb. 1985
- 1985: Minako Ōba: Dass wir einander retten aus unserer Einsamkeit (Haku) – Regie: Raoul Wolfgang Schnell (WDR) – Erstsendung: 13. Juni 1985
- 1986: Gregor Retti: Das Prinzip Beharrung (Ossip A und C) – Regie: Andreas Weber-Schäfer (SDR) – Erstsendung: 10. Mär. 1986
- 1986: Tankred Dorst: Ich, Feuerbach (Der Schauspieler Feuerbach) – Regie: Hans Gerd Krogmann (SDR) – Erstsendung: 6. Apr. 1986
- 1986: Jost Nickel: Kleine Störung – Regie: Hans Helge Ott (RB) – Erstsendung: 14. Mai 1986
- 1986: Hans Kasper: Die Hochzeitsnacht des Freiherrn von Knigge (Adolph Freiherr von Knigge) – Regie: Otto Düben (WDR/SR) – Erstsendung: 12. Okt. 1986 (WDR 3)
- 1986: Ingomar von Kieseritzky: Levarottis Topf – oder: Das süße Fleisch – Regie: Gottfried von Einem (RB) – Erstsendung: 22. Okt. 1986
- 1986: Clement A. Tamraz: Ein Mann stürzt in die Tiefe (Michael Otting) – Regie: Dieter Eppler (SDR) – Erstsendung: 12. Nov. 1986
- 1986: Ingomar von Kieseritzky: Die Abenteuer des Herrn Milos oder Ein selbstloser Liebhaber (Milos) – Regie: Karin Bellingkrodt (RB) – Erstsendung: 2. Dez. 1986
- 1986: Margaret Millar: Nymphen gehören ins Meer – 1. Teil (Hilton Jasper) – Regie: Hans Rosenhauer (NDR) – Erstsendung: 6. Dez. 1986
- 1986: Edwin Ortmann: Klaus Störtebeker oder Nur der Lügner gelangt in den Besitz der Wahrheit (Gödecke) – Regie: Hans Gerd Krogmann (NDR/SDR) – Erstsendung: 6. Dez. 1986 (NDR 3)
- 1986: Armin Ayren: Grammatikstunde (Mürzig) – Regie: Heinz Wilhelm Schwarz (WDR) – Erstsendung: 14. Dez. 1986
- 1986: Margaret Millar: Nymphen gehören ins Meer – 2. Teil (Hilton Jasper) – Regie: Hans Rosenhauer (NDR) – Erstsendung: 20. Dez. 1986
- 1987: Michael Batz: Wer liebt, der fällt (Polizeipräsident) – Regie: Hans Rosenhauer (NDR) – Erstsendung: 18. Mär. 1987 (NDR 1)
- 1987: Peter Gollan: Der Waffenschieber (Programmdirektor) – Regie: Hans Rosenhauer (NDR/RIAS Berlin) – Erstsendung: 2. Dez. 1987 (NDR 1)
- 1987: Harry Kemelman: Am Samstag aß der Rabbi nichts (Rabbi Small) – Regie: Joachim Sonderhoff (WDR) – Erstsendung: 12. Dez. 1987 (WDR 3)
- 1987: Harry Kemelman: Am Dienstag sah der Rabbi rot (Rabbi Small) – Regie: Joachim Sonderhoff (WDR) – Erstsendung: 19. Dez. 1987 (WDR 3)
- 1987: Bernd Cailloux: Narrative Reflexe – Regie: Gottfried von Einem (RB) – Erstsendung: 23. Dez. 1987 (Radio Bremen Zwei)
- 1987: Harry Kemelman: Am Freitag schlief der Rabbi lang (Rabbi Small) – Regie: Joachim Sonderhoff (WDR) – Erstsendung: 2. Jan. 1988 (WDR 3)
- 1987: Robert Ihnen: Infaust – Regie: Gottfried von Einem (RB) – Erstsendung: 20. Jan. 1988
- 1988: Melchior Schedler: Die vorletzten Dinge (Er) – Regie: Otto Düben (NDR) – Erstsendung: 3. Feb. 1988
- 1988: Henry Slesar: Bittere Arznei (Edward Mason) – Regie: Klaus Mehrländer (SDR) – Erstsendung: 29. Feb. 1988
- 1988: John Varley: Tod eines Hackers (Victor Aple) – Regie: Andreas Weber-Schäfer (SDR) – Erstsendung: 7. Mär. 1988
- 1987: Ingo Groth: Die Entzifferung des Stammlers (Frager, anonym) – Regie: Hans-Jürgen Ott (RB) – Erstsendung: 8. Mär. 1988
- 1988: Giorgio Manganelli: Eine wunde Perle – Die Verfolgung eines durchsichtigen Mannes – Von der Unzucht mit Steinen (Antoni Gaudí) – Regie: Raoul Wolfgang Schnell (SDR) – Erstsendung: 2. Juni 1988 (SDR 2)
- 1988: Sigmar Schollak: Fernreise ins Gerücht (2. Beamter) – Regie: Bernd Lau (RB) – Erstsendung: 7. Juni 1988
- 1988: Ingomar von Kieseritzky: Mißglückte Triole zu Trinitatis – oder: Der Nebenbuhler (Gallo) – Regie: Karin Bellingkrodt (RB) – Erstsendung: 2. Aug. 1988
- 1988: Peter Jacobi: Wer SIE sind (Baader) – Regie: Dieter Carls (WDR) – Erstsendung: 11. Dez. 1988
- 1988: Sebastian Goy: Tantiemen für die Witwe – 2. Teil (Auen) – Regie: Bernd Lau (NDR/SWF) – Erstsendung: 17. Dez. 1988 (NDR 3)
- 1988: Edgar Piel: Die Reise nach Wehhagen (Rose) – Regie: Hans Rosenhauer (NDR) – Erstsendung: 28. Dez. 1988 (NDR 1)
- 1988: Günter Kunert: Stimmflut – Regie: Hans Rosenhauer (NDR) – Erstsendung: 25. Jan. 1989
- 1989: Florian Felix Weyh: Das schwäbische Eigentum – Regie: Norbert Schaeffer (WDR/BR) – Erstsendung: 12. Feb. 1989
- 1989: Hermann Moers: Die Baugenehmigung – Regie: Till Bergen (RB) – Erstsendung: 22. Feb. 1989
- 1989: Frieder Faist: Pepper’s (Mann) – Regie: Hans Rosenhauer (NDR) – Erstsendung: 22. Mär. 1989
- 1989: Michael Batz: Die Krönung (Igor Schmitz) – Regie: Hans Rosenhauer (NDR) – Erstsendung: 28. Juni 1989
- 1989: Arnold E. Ott: Freispruch für Hagemann (Martin Döbel) – Regie: Horst Loebe (RB) – Erstsendung: 3. Aug. 1989
- 1989: Heidi-Maria von Plato: Das Schweigen der Qin (Lü-weng) – Regie: Bernd Lau (RB/WDR) – Erstsendung: 29. Aug. 1989
- 1989: Gerhard Zwerenz: Trilogie der Schuldlosen – 2. Teil: Dialog unterm Galgen: Der Fall Ohlendorf (Ohlendorf/Angeklagter) – Regie: Hans Gerd Krogmann (HR) – Erstsendung: 31. Aug. 1989 (hr2)
- 1989: Frank Werner: Nach Tübingen oder Lauf, Friedrich, lauf! (Franz) – Regie: Hans Rosenhauer (NDR/SWF) – Erstsendung: 25. Nov. 1989
- 1989: Ingomar von Kieseritzky, Karin Bellingkrodt: Auf allen Ebenen (Hugo) – Regie: Karin Bellingkrodt (SFB) – Erstsendung: 26. Dez. 1989
- 1989: Fred Breinersdorfer: Geld für gute Werke (Abel) – Regie: Joachim Sonderhoff (WDR) – Erstsendung: 7. Jan. 1990
- 1989: Alexander Adolph: Ralph ist zurück (Martin) – Regie: Gottfried von Einem (RB/) – Erstsendung: 12. Feb. 1990
- 1990: Elfriede Jelinek: Die Ausgesperrten (Herr Witkowski) – Regie: Otto Düben (SDR) – Erstsendung: 4. Mär. 1990 (SDR 2)
- 1990: Hermann Moers: Die Wahrsagerin – Regie: Hans Helge Ott (RB) – Erstsendung: 25. Apr. 1990
- 1989: Hermann Moers: Familie Berger in Seenot  – Regie: Till Bergen (RB) – Erstsendung: 9. Mai 1990
- 1990: Michael Z. Lewin: Privatdetektiv Albert Samson – Ein heißes Eisen (Albert Samson) – Regie: Hans Gerd Krogmann (SWF) – Erstsendung: 1. Juli 1990
- 1990: Theodor Weißenborn: Die Züge nach Lesum – Regie: Hans Helge Ott (RB) – Erstsendung: 1. Aug. 1990
- 1990: John Owen, James Parkinson: Mord vor Publikum (Inspektor Saxelby) – Regie: Stefan Hilsbecher (SDR) – Erstsendung: 6. Aug. 1990 (SDR 1)
- 1990: Francis Ebejer: Sommerferien (Hakob) – Regie: Heinz Wilhelm Schwarz (WDR) – Erstsendung: 23. Sep. 1990 (WDR 3)
- 1990: Eva Maria Mudrich: Probelauf (Lothar Traffer) – Regie: Frank E. Hübner (WDR) – Erstsendung: 29. Sep. 1990 (WDR 3)
- 1990: Hans-Werner Wienand: Hinter Gittern sehen wir uns wieder (Redakteur) – Regie: Till Bergen (RB) – Erstsendung: 11. Okt. 1990
- 1990: Hans Kasper: Ich springe von der Erde (Mann in mittleren Jahren) – Regie: Werner Klein (WDR) – Erstsendung: 21. Nov. 1990 (WDR 3)
- 1990: Jens Sparschuh: Die Konquistadoren (Börstel) – Regie: Hans Rosenhauer (NDR/HR) – Erstsendung: 1. Dez. 1990 (NDR 3)
- 1990: Simon Moss: Love Me Tender (Godfrey Collins) – Regie: Dieter Carls (WDR) – Erstsendung: 9. Dez. 1990 (WDR 3)
- 1991: Don Haworth: Die Frist (Tom) – Regie: Walter Adler (WDR/SR DRS) – Erstsendung: 10. Mär. 1991
- 1991: Werner Koch: Diesseits von Golgotha (Chronist) – Regie: Hans Gerd Krogmann (WDR) – Erstsendung: 17. Mär. 1991
- 1991: Dashiell Hammett: Einmal New York und nicht zurück (Mr. Zumwalt, Börsenmakler) – Regie: Hans Rosenhauer (NDR/SDR) – Erstsendung: 18. Mär. 1991
- 1991: Anthony Burgess: Das Treffen in Valladolid (Shakespeare) – Regie: Hans Gerd Krogmann (DLF/BR/SR DRS/ORF/HR/FU/NDR/RB/SFB/SWF/WDR/RIAS Berlin) – Erstsendung: 10. Apr. 1991
- 1991: Lothar Meyer: Fast ein natürlicher Tod (Roland Hämpel) – Regie: Hein Bruehl (WDR) – Erstsendung: 13. Apr. 1991 (WDR 3)
- 1990: Hans-Werner Wienand: Kunstverstand – Regie: Till Bergen (RB) – Erstsendung: 19. Juli 1991
- 1991: Alfred Probst: Kunststück (Prokurist) – Regie: Stefan Hilsbecher (SDR) – Erstsendung: 9. Sep. 1991
- 1991: John Owen, James Parkinson: Das letzte Diktat (Inspektor Saxelby) – Regie: Stefan Hilsbecher (SDR) – Erstsendung: 30. Sep. 1991
- 1991: John C. Wilsher: Bordprogramm (Paul) – Regie: Dieter Carls (WDR) – Erstsendung: 14. Nov. 1991 (WDR 1)
- 1991: Edwin Ortmann: Nie wieder Mozart! (Plankenstern) – Regie: Hans Gerd Krogmann (NDR/SDR) – Erstsendung: 7. Dez. 1991 (NDR 3)
- 1991: Michael F. Flynn: Eifelheim (Tom) – Regie: Andreas Weber-Schäfer (SDR) – Erstsendung: 6. Jan. 1992
- 1992: Eike Gallwitz: Die Wonnen der Physik (Phil als 25-, 55- und 85-jähriger) – Regie: Andreas Weber-Schäfer (SDR) – Erstsendung: 17. Aug. 1992
- 1992: Frank Werner: Die wahre Liebe auf den Hebriden (Fritz) – Regie: Hans Rosenhauer (NDR) – Erstsendung: 22. Aug. 1992 (NDR 3)
- 1992: Gert Jonke: Sanftwut oder Der Ohrenmaschinist (Ludwig van Beethoven) – Regie: Hans Gerd Krogmann (SDR) – Erstsendung: 1. Nov. 1992
- 1992: Trevor Hoyle: Gigo (Graham) – Regie: Hans Rosenhauer (NDR) – Erstsendung: 14. Nov. 1992 (NDR 3)
- 1992: Tankred Dorst, Ursula Ehler: Wie im Leben wie im Traum (Herr Kammholtz) – Regie: Hans Gerd Krogmann (NDR) – Erstsendung: 12. Dez. 1992 (NDR 3)
- 1992: Christina Calvo: König, Turm und Dame (Herr Schramm) – Regie: Hans Rosenhauer (NDR) – Erstsendung: 5. Feb. 1993 (NDR 3)
- 1992: Wolf Eismann: Edgar – Regie: Till Bergen (RB) – Erstsendung: 19. Apr. 1993
- 1992: Květa Legátová: Der Himmel ist für jeden da (Malec) – Regie: Raoul Wolfgang Schnell (WDR) – Erstsendung: 25. Juli 1993 (WDR 3)
- 1993: Wolfgang Hegewald: Der Hang zur Einsilbigkeit (Kordes I und II) – Regie: Dieter Carls (WDR) – Erstsendung: 1. Aug. 1993 (WDR 3)
- 1993: Hanns-Peter Karr: Das Arrangement – Regie: Burkhard Schmid (HR) – Erstsendung: 28. Okt. 1993
- 1993: Jiří Ort: Apis Mellifica (David Tomsky) – Regie: Andreas Weber-Schäfer (SDR) – Erstsendung: 13. Dez. 1993
- 1993: Ekkes Frank: Das ganze Leben ist kein Film – Regie: Burkhard Schmid (HR) – Erstsendung: 31. Mär. 1994
- 1994: Paolo Modugno: Der Mann, der den Virus jagte (Niemand und alle anderen Rollen) – Regie: Dieter Carls (WDR) – Erstsendung: 3. Nov. 1994 (WDR 1)
- 1994: Karl-Heinz Bölling: Der Panzer, die Oma und das Riesenschaf (Mann) – Regie: Christiane Ohaus (RB) – Erstsendung: 22. Nov. 1994 (Radio Bremen Zwei)
- 1995: Andreas Erdmann, Leonhard Koppelmann: Muhammad Ali – A Thrilla in Manila (Dr. Pacheco) – Regie: Norbert Schaeffer (NDR/HR) – Erstsendung: 5. Mai 1996 (NDR 4)
- 1996: Wilhelm Genazino: Wohngebiet Wahngebiet (Raupenheimer) – Regie: Götz Fritsch (HR) – Erstsendung: 15. Jan. 1997
- 1997: Christoph Buggert: Kulturprogramm (Ich) – Regie: Norbert Schaeffer (WDR) – Erstsendung: 18. Juli 1997
- 1997: Peter Stamm: Ableben (Hansmax Preisel, Buchhalter) – Regie: Claudia Johanna Leist (WDR) – Erstsendung: 19. Aug. 1997
- 1997: Markus R. Heidmeier: Rache – 1. Teil (Wagenknecht alias Fuhrmann) – Regie: Christiane Ohaus (RB) – Erstsendung: 10. Dez. 1997 (Radio Bremen Zwei)
- 1997: Rita Koppers: Der besonders bunte Berg (Hänschen) – Regie: Gottfried von Einem (RB) – Erstsendung: 14. Dez. 1997 (Radio Bremen Zwei)
- 1997: Markus R. Heidmeier: Rache – 2. Teil (Wagenknecht alias Fuhrmann) – Regie: Christiane Ohaus (RB) – Erstsendung: 17. Dez. 1997 (Radio Bremen Zwei)
- 1997: Christoph Güsken: Geisterfahrer (Mattau) – Regie: Thomas Leutzbach (WDR) – Erstsendung: 3. Jan. 1998
- 1997: Funny van Dannen: Jubel des Lebens – Regie: Ulrich Lampen (SDR) – Erstsendung: 12. Feb. 1998
- 1997: Herbert Asmodi: Letzte Rose (Luigi) – Regie: Hans Rosenhauer (MDR) – Erstsendung: 6. Mär. 1998 (MDR Kultur)
- 1997: Moische Kulbak: Der Messias vom Stamme Efraim (Reb Wolf) – Regie: Leonhard Koppelmann (WDR) – Erstsendung: 1. Apr. 1998
- 1998: Ulrich Holbein: Hirnwäsche – Regie: Gottfried von Einem (RB/Rink) – Erstsendung: 26. Mai 1998 (Radio Bremen Zwei)
- 1998: Garrison Keillor: Radio Romance – 1. Teil: Weißbrot, Lachs & Tomaten (Mann im Smoking) – Regie: Walter Adler (SDR/WDR) – Erstsendung: 9. Aug. 1998
- 1998: Garrison Keillor: Radio Romance – 3. Teil: Schwere Zeiten (Reverend Odom) – Regie: Walter Adler (SDR/WDR) – Erstsendung: 23. Aug. 1998
- 1998: Graham Swift: Letzte Runde (Vic) – Regie: Norbert Schaeffer (WDR) – Erstsendung: 26. Aug. 1998
- 1998: Garrison Keillor: Radio Romance – 4. Teil: Das Ende der alten Zeit (Reverend Odom) – Regie: Walter Adler (SDR/WDR) – Erstsendung: 30. Aug. 1998
- 1998: Michael Stegemann: Die Solipsisten oder Gemischtes Doppel mit Kind (Anton Schmitt) – Regie: Klaus Wirbitzky (WDR) – Erstsendung: 4. Okt. 1998
- 1998: Italo Calvino: Der Baron auf den Bäumen – 1. Teil (Biagio als alter Mann/Erzähler) – Regie: Stefan Dutt (SWR) – Erstsendung: 5. Dez. 1998
- 1998: Italo Calvino: Der Baron auf den Bäumen – 2. Teil (Biagio als alter Mann/Erzähler) – Regie: Stefan Dutt (SWR) – Erstsendung: 12. Dez. 1998
- 1998: Hans-Peter Tiemann: Eiligabend – 1. Teil: Der Christbaumständer (Vater) – Regie: Klaus Wirbitzky (WDR) – Erstsendung: 24. Dez. 1998
- 1998: Hans-Peter Tiemann: Eiligabend – 2. Teil: Kein Geschenk für Opa (Vater) – Regie: Klaus Wirbitzky (WDR) – Erstsendung: 24. Dez. 1998
- 1998: Christina Calvo: Geh nicht auf den Eulenhügel (Fürst der Mitternachtsstunde) – Regie: Christiane Ohaus (RB) – Erstsendung: 26. Dez. 1998 (Radio Bremen Zwei)
- 1998: James Ellroy: Die Rothaarige – 1. Teil (Gerichtsmediziner/Notarzt) – Regie: Leonhard Koppelmann (NDR) – Erstsendung: 22. Mai 1999 (NDR 4 Info)
- 1998: James Ellroy: Die Rothaarige – 2. Teil (Richter/Huntington) – Regie: Leonhard Koppelmann (NDR) – Erstsendung: 29. Mai 1999 (NDR 4 Info)
- 1999: Helmut Krausser: Der große Bagarozy (Robert Dulz) – Regie: Norbert Schaeffer (NDR) – Erstsendung: 29. Sep. 1999 (Radio 3)
- 1999: Anonym: Die Geschichte von der Frau, die stärker war als der Mann (Hārūn ar-Raschīd) – Regie: Uwe Schareck (WDR) – Erstsendung: 13. Nov. 1999
- 1999: Paul Barz: Abendschein am Wolfgangsee (Der Doktor) – Regie: Klaus-Dieter Pittrich (WDR) – Erstsendung: 21. Nov. 1999 (WDR 5)
- 1999: Harry Mulisch: Die Entdeckung des Himmels – 1. Teil: Der Plan (Cherubin) – Regie: Hans Gerd Krogmann (NDR) – Erstsendung: 25. Dez. 1999 (NDR 4)
- 1999: Harry Mulisch: Die Entdeckung des Himmels – 2. Teil: Die Erfüllung (Cherubin) – Regie: Hans Gerd Krogmann (NDR) – Erstsendung: 26. Dez. 1999 (NDR 4)
- 1999: Wolf Erlbruch: Leonard – Regie: n.bek. (WDR) – Erstsendung: 24. Apr. 2000 (WDR 5)
- 1999: Ingomar von Kieseritzky: Bouvard und Pécuchet schauen zurück oder Die Erschöpfung (Bouvard) – Regie: Dieter Carls (WDR) – Erstsendung: 26. Apr. 2000 (WDR 3)
- 2000: Ágota Kristóf: Gestern (Lehrer) – Regie: Andrea Getto (NDR) – Erstsendung: 18. Juni 2000 (NDR 4 Info)
- 2000: Aleksandar Obrenović: Ich heirate ein Fahrrad (Stefan Novakovic, Lehrer) – Regie: Hans Gerd Krogmann (WDR) – Erstsendung: 24. Sep. 2000 (WDR 5)
- 2000: Hans-Peter Tiemann: Die Trillmichs im Klappland (Rüdiger) – Regie: Klaus Wirbitzky (WDR) – Erstsendung: 24. Dez. 2000 (WDR 5)
- 2000: Hans Jakob Christoffel von Grimmelshausen: Der abenteuerliche Simplicissimus – 3. Teil: 3. Element: Erde (Jupiter) – Regie: Hans Gerd Krogmann (SWF) – Erstsendung: 26. Dez. 2000 (SWR2)
- 2000: Hans Jakob Christoffel von Grimmelshausen: Der abenteuerliche Simplicissimus – 4. Teil: 4. Element: Wasser (Jupiter) – Regie: Hans Gerd Krogmann (SWF) – Erstsendung: 31. Dez. 2000 (SWR2)
- 2001: Anonymus: Variationen über Susanna (Rehum) – Regie: Gottfried von Einem (RB/Rink) – Erstsendung: 28. Jan. 2001 (Bremen Zwei)
- 2001: Günter Kunert: Am Sexophon: Esmeralda (Friedrich Thomas) – Regie: Walter Niklaus (MDR) – Erstsendung: 28. Apr. 2001 (MDR Kultur)
- n.bek.: Andreas Goetz: Hauptuntersuchung (Herr Hagemann) – Regie: Götz Fritsch (HR) – Erstsendung: 28. Aug. 2001
- n.bek.: Jürgen Geers: Für die Katz – 1. Teil (Sprecher) – Regie: Götz Fritsch (HR) – Erstsendung: 10. Sep. 2001
- n.bek.: Jürgen Geers: Für die Katz – 2. Teil (Sprecher) – Regie: Götz Fritsch (HR) – Erstsendung: 17. Sep. 2001
- n.bek.: Jürgen Geers: Für die Katz – 3. Teil (Sprecher) – Regie: Götz Fritsch (HR) – Erstsendung: 18. Sep. 2001
- n.bek.: Jürgen Geers: Für die Katz – 4. Teil (Sprecher) – Regie: Götz Fritsch (HR) – Erstsendung: 19. Sep. 2001
- 2001: Wilhelm Genazino: Das Blätterzimmer (Mann) – Regie: Götz Fritsch (HR) – Erstsendung: 6. Jan. 2002 (hr2)
- 2001: Éric-Emmanuel Schmitt: Monsieur Ibrahim und die Blumen des Koran (Vater) – Regie: Norbert Schaeffer (NDR) – Erstsendung: 9. Jan. 2002 (Radio 3)
- 2001: Hans-Peter Tiemann: Neues von den Trillmichs – 1. Folge: Würmelolympiade (Rüdiger) – Regie: Klaus Wirbitzky (WDR) – Erstsendung: 15. Jan. 2002 (WDR 5)
- 2001: Hans-Peter Tiemann: Neues von den Trillmichs – 2. Folge: Der Ring (Rüdiger) – Regie: Klaus Wirbitzky (WDR) – Erstsendung: 22. Jan. 2002 (WDR 5)
- 2001: Hans-Peter Tiemann: Neues von den Trillmichs – 3. Folge: Weichei (Rüdiger) – Regie: Klaus Wirbitzky (WDR) – Erstsendung: 29. Jan. 2002 (WDR 5)
- 2001: Hans-Peter Tiemann: Neues von den Trillmichs – 4. Folge: Zahnweh (Rüdiger) – Regie: Klaus Wirbitzky (WDR) – Erstsendung: 5. Feb. 2002 (WDR 5)
- 2001: Hans-Peter Tiemann: Neues von den Trillmichs – 5. Folge: Backen in Bratfolie (Rüdiger) – Regie: Klaus Wirbitzky (WDR) – Erstsendung: 19. Feb. 2002 (WDR 5)
- 2001: Hans-Peter Tiemann: Neues von den Trillmichs – 6. Folge: Aliens in Niederottenbach (Rüdiger) – Regie: Klaus Wirbitzky (WDR) – Erstsendung: 26. Feb. 2002 (WDR 5)
- 2002: Jurek Becker: Jakob der Lügner (Jakob Heym) – Regie: Claudia Johanna Leist (WDR) – Erstsendung: 27. Okt. 2002 (WDR 5)
- 2002: Italo Svevo: Zenos Gewissen – 1. Teil (Zeno) – Regie: Norbert Schaeffer (NDR) – Erstsendung: 4. Dez. 2002 (Radio 3)
- 2002: Italo Svevo: Zenos Gewissen – 2. Teil (Zeno) – Regie: Norbert Schaeffer (NDR) – Erstsendung: 11. Dez. 2002 (Radio 3)
- 2002: Christoph Hein: Willenbrock – 1. Teil (Feuerbach, Mann 3) – Regie: Leonhard Koppelmann (NDR) – Erstsendung: 8. Feb. 2003
- 2002: Christoph Hein: Willenbrock – 2. Teil (Feuerbach, Mann 3) – Regie: Leonhard Koppelmann (NDR) – Erstsendung: 15. Feb. 2003
- 2003: Ingomar von Kieseritzky: Fortune oder die Tücke des Objekts (Johann Peter Eckermann) – Regie: Walter Niklaus (MDR/SWR) – Erstsendung: 25. Mär. 2003 (MDR Kultur)
- 2003: Dylan Thomas: Unter dem Milchwald (Mr. Ogmore) – Regie: Götz Fritsch (MDR) – Erstsendung: 11. Nov. 2003 (MDR Kultur)
- 2003: Pat Barker: Niemandsland – 1. Teil (Saunders) – Regie: Leonhard Koppelmann (NDR) – Erstsendung: 23. Nov. 2003
- 2003: Pat Barker: Niemandsland – 2. Teil (Saunderson) – Regie: Leonhard Koppelmann (NDR) – Erstsendung: 30. Nov. 2003
- 2004: Robert Merle: Die geschützten Männer (Mr. Barrow) – Regie: Stefan Dutt (MDR) – Erstsendung: 20. Apr. 2004 (MDR Figaro)
- 2004: Hans-Peter Tiemann: Weihnachten bei den Trillmichs – die Bimmel-Blamage (Rüdiger Trillmich) – Regie: Klaus Wirbitzky (WDR) – Erstsendung: 24. Dez. 2004 (WDR 5)
- 2005: Ingomar von Kieseritzky: Schöne Schädeley oder Schiller bei Goethe zu Gast (Riedel) – Regie: Norbert Schaeffer (SWR) – Erstsendung: 12. Mai 2005
- 2004: Theodor Storm: Der Schimmelreiter (Schulmeister) – Regie: Sven Stricker (NDR) – Erstsendung: 1. Juni 2005 (NDR Kultur)
- 2005: Hans Pleschinski: Brabant – 1. Teil (Henri Gärtner) – Regie: Hans Helge Ott (RB) – Erstsendung: 11. Nov. 2005 (Nordwestradio)
- 2005: Hans Pleschinski: Brabant – 2. Teil (Henri Gärtner) – Regie: Hans Helge Ott (RB) – Erstsendung: 18. Nov. 2005 (Nordwestradio)
- 2005: Ingomar von Kieseritzky: Lässliche Sünden (Schwartz, Schriftsteller) – Regie: Beatrix Ackers (DLR) – Erstsendung: 7. Dez. 2005 (DLR Kultur)
- 2006: Matthias Brand: Herr Reisenauer spielt Beethoven – Regie: Judith Lorentz (SWR) – Erstsendung: 22. Mai 2006 (SWR2)
- 2006: August Strindberg: Meister Einsam (Der Japaner/Passanten) – Regie: Beate Andres (NDR) – Erstsendung: 20. Sep. 2006
- 2006: Ingomar von Kieseritzky: Geisterstunde (Friedrich Nietzsche) – Regie: Hans Gerd Krogmann (SWR) – Erstsendung: 7. Dez. 2006 (SWR2)
- 2007: Eberhard Petschinka: Santo Subito (Kardinal 3) – Regie: Eberhard Petschinka (MDR/ORF) – Erstsendung: 29. Mai 2007 (MDR Figaro)
- 2007: Michael Ende: Der Teddy und die Tiere (Kuckuck) – Regie: Walter Niklaus (MDR) – Erstsendung: 30. Sep. 2007 (MDR Figaro)
- 2007: Christa von Bernuth: Innere Sicherheit – 1. Teil (Der General) – Regie: Irene Schuck (NDR) – Erstsendung: 6. Okt. 2007 (NDR Info)
- 2007: Bill Fitzhugh: Der Kammerjäger (Wolfe) – Regie: Irene Schuck (DLR) – Erstsendung: 8. Okt. 2007 (DLR Kultur)
- 2007: Christa von Bernuth: Innere Sicherheit – 2. Teil (Der General) – Regie: Irene Schuck (NDR) – Erstsendung: 13. Okt. 2007 (NDR Info)
- 2007: Robert Brack: Nur ein toter Gourmet ist ein guter Gourmet (Herr) – Regie: Robert Matejka (DLR) – Erstsendung: 17. Dez. 2007 (DLR Kultur)
- 2007: Paul Ingendaay: Warum du mich verlassen hast – 1. Teil (Hermann) – Regie: Norbert Schaeffer (NDR) – Erstsendung: 23. Dez. 2007 (NDR Info)
- 2007: Paul Ingendaay: Warum du mich verlassen hast – 2. Teil (Hermann) – Regie: Norbert Schaeffer (NDR) – Erstsendung: 30. Dez. 2007 (NDR Info)
- 2008: Brigitte Kronauer: Errötende Mörder (Herr Wiesenfeld) – Regie: Hans Gerd Krogmann (NDR) – Erstsendung: 23. Apr. 2008 (NDR Kultur)
- 2008: John von Düffel: ARD Radio Tatort – Schrei der Gänse (Heimleiter) – Regie: Christiane Ohaus (RB) – Erstsendung: 14. Mai 2008 (Nordwestradio)
- 2008: Thomas Mann: Bekenntnisse des Hochstaplers Felix Krull – 1. Teil (Schimmelpreester) – Regie: Sven Stricker (NDR) – Erstsendung: 26. Dez. 2008 (NDR Kultur)
- 2009: Erhard Schmied: Kolibri (Manfred) – Regie: Christoph Pragua (WDR) – Erstsendung: 10. Okt. 2009 (WDR 5)
- 2009: Helmut Peters: Weihnachtliches Märchenkuddelmuddel – Das siebte Märchenkuddelmuddel (Dr. Dolittle) – Regie: Helmut Peters (NDR) – Erstsendung: 13. Dez. 2009 (NDR Info)
- 2009: Ingomar von Kieseritzky: Schöne Künste (Dr. Gries) – Regie: Irene Schuck (NDR) – Erstsendung: 2. Jan. 2010 (NDR Info)
- 2010: Hermann Harry Schmitz: Sind wir schon tot? (Professor Weichteil) – Regie: Daniela Kletzke (RB) – Erstsendung: 11. Juni 2010
- 2010: Ingomar von Kieseritzky: Blindprobe (Klages) – Regie: Thomas Werner (WDR) – Erstsendung: 7. Aug. 2010 (WDR 3)
- 2010: Richard Stark: Parker – Fragen Sie den Papagei (Bill) – Regie: Irene Schuck (WDR) – Erstsendung: 15. Sep. 2010 (WDR 5)
- 2011: D. H. Lawrence: Lady Chatterley’s Lover (Sir Malcolm Reid) – Regie: Claudia Johanna Leist (MDR) – Erstsendung: 21. Feb. 2011 (MDR Figaro)
- 2011: Matthias Wittekindt: ARD Radio Tatort – Totalverlust (Solberg) – Regie: Sven Stricker (NDR) – Erstsendung: 14. Apr. 2011 (SR 2)
- 2011: Astrid Lindgren: Die Brüder Löwenherz – 1. Teil: Wir sehen und wieder in Nangijala (Matthias) – Regie: Claudia Johanna Leist (WDR) – Erstsendung: 22. Apr. 2011
- 2011: Astrid Lindgren: Die Brüder Löwenherz – 2. Teil: Kein Häuflein Dreck! (Matthias) – Regie: Claudia Johanna Leist (WDR) – Erstsendung: 24. Apr. 2011
- 2011: Benjamin Stein: Die Leinwand (Minsky, Geigenbauer) – Regie: Martin Heindel (NDR) – Erstsendung: 28. Sep. 2011
- 2011: Helmut Peters: Der Rattenfänger im Märchenkuddelmuddel-Land – Regie: Helmut Peters (NDR) – Erstsendung: 9. Okt. 2011 (NDR Info)
- 2011: Wolfgang Herrndorf: Tschick (Fricke) – Regie: Iris Drögekamp (NDR) – Erstsendung: 16. Okt. 2011
- 2012: Sven Stricker: Böses Ende (Kommissar Bernauer) – Regie: Sven Stricker (RBB, Auftragsproduktion) – Erstsendung: 24. Feb. 2012
- 2012: Anonym: Sanjay und sein Meister (Meister Anand) – Regie: Margit Kreß (NDR) – Erstsendung: 22. Apr. 2012 (NDR Info)
- 2012: Jirō Taniguchi: Vertraute Fremde (Lehrer Mathe/Vater Shin) – Regie: Martin Heindel (NDR) – Erstsendung: 10. Okt. 2012 (NDR Kultur)
- 2012: Barbara Robinson: Hilfe, die Herdmanns kommen (Mr. Cole) – Regie: Hans Helge Ott (NDR/WDR) – Erstsendung: 16. Dez. 2012 (NDR Info)
- 2012: Wilhelm Raabe: Pfisters Mühle (Müller Pfister) – Regie: Claudia Johanna Leist (WDR) – Erstsendung: 26. Dez. 2012 (WDR 3)
- 2014: Alfred Döblin: November 1918 – 1. Teil: Bürger und Soldaten 1918 (Pfarrer) – Regie: Norbert Schaeffer (NDR/SWR) – Erstsendung: 11. Juni 2014 (NDR Kultur)
- 2014: Alfred Döblin: November 1918 – 3. Teil: Heimkehr der Fronttruppen (Baron) – Regie: Norbert Schaeffer (NDR/SWR) – Erstsendung: 25. Juni 2014 (NDR Kultur)
- 2014: Jabbour Douaihy: Morgen des Zorns (Schafîk al-Samaani) – Regie: Barbara Liebster (NDR) – Erstsendung: 30. Nov. 2014
- 2015: Ingomar von Kieseritzky: Letzte Wohnung vor der Kiste (Plettner) – Regie: Thomas Werner (WDR) – Erstsendung: 12. Mai 2015 (WDR 3)
- 2011: D. H. Lawrence: Lady Chatterley’s Lover – Kurzfassung (Sir Malcolm Reid) – Regie: Claudia Johanna Leist (MDR) – Erstsendung: 27. Dez. 2015 (MDR Kultur)
- 2002: Jurek Becker: Jakob der Lügner – 1. Teil der zweiteiligen Fassung (Jakob Heym) – Regie: Claudia Johanna Leist (WDR) – Erstsendung: 1. Mai 2021 (WDR 5)
- 2002: Jurek Becker: Jakob der Lügner – 2. Teil der zweiteiligen Fassung (Jakob Heym) – Regie: Claudia Johanna Leist (WDR) – Erstsendung: 1. Mai 2021 (WDR 5)
- 2012: Wilhelm Raabe: Pfisters Mühle – 1. Teil der zweiteiligen Fassung (Müller) – Regie: Claudia Johanna Leist (WDR) – Erstsendung: 18. Mär. 2023 (WDR 3)
- 2012: Wilhelm Raabe: Pfisters Mühle – 2. Teil der zweiteiligen Fassung (Müller) – Regie: Claudia Johanna Leist (WDR) – Erstsendung: 26. Mär. 2023 (WDR 3)

## Auszeichnungen
- 1965: Deutscher Filmpreis (Bester Nachwuchsschauspieler) für seine Darstellung des von Beckerath in Wälsungenblut